# 张广泗
張廣泗（?—1749年），號敬齋。漢軍鑲紅旗人，清朝名將。

## 歷任
- 早年為監生，捐納候補知府。
- 康熙六十一年（1722年）：選貴州思州府知府。
- 雍正四年（1726年）：調雲南楚雄府知府。輔助鄂爾泰平苗亂有功，調貴州黎平府知府。
- 五年（1727年）：黎平知府署貴州按察使。
- 六年（1728年）：貴州按察使，升貴州巡撫加都察院右副都御史銜。
- 十年（1732年）：正紅旗漢軍都統，西路副將軍、護理大將軍。授騎都尉世職（拜他喇布勒哈番）。
- 十三年（1735年）：湖廣總督加兵部右侍郎銜，充任七省經略、兼管貴州巡撫。
- 乾隆元年（1736年）：苗亂平，升貴州總督、兼管貴州巡撫。授三等輕車都尉世職（三等阿達哈哈番）。
- 五年（1740年）：欽差大臣。
- 十年（1745年）：加太子少保。
- 十一年（1746年）：調川陝總督。
- 十三年（1748年）：加太子太保。
- 十四年（1749年）：奪官、逮京。十二月十二日以貽誤軍機斬立決。

## 政績
- 雍正六年，廣泗率兵赴都匀、黎平、鎮遠、清平等地化導群苗，分道攻克清平小丹江、大丹江及雞溝等寨，鎮遠諸苗寨請降，上下九股、清水江、古州各部苗寨皆平。迅速完成剿撫有大功，超授巡撫。上命與鄂爾泰詳議善後。威寧州銅廠抽收銅課。
- 十年，上疏言：「清水江及都江為黔、楚、粤三省通流，當設哨船聯絡聲勢。古州應貯米，責成同知以下董理。譯人分別勤惰予糈，并授土官札付，宣布條約，化導苗民。」實行成功，授拜他喇布勒哈番世職。畢節縣大雞鉛場礦砂枯竭，封閉礦場。
- 準噶爾擾邊，寧遠大將軍岳鍾琪率師出西路。授廣泗副將軍，召返京師授方略。鍾琪自巴爾廣爾移軍穆壘，廣泗率四千人出鄂隆吉，會師於科舍圖。召鍾琪回京，命廣泗護理大將軍印。
- 彈劾岳鍾琪：「穆壘地處兩山間，築城其中，形如釜底，非屯兵进取之地。今築城未竟，臣與副將軍常賚兩營當要衝，兵止二三百，即鍾琪營亦僅數百，遇警何以抵御？準噶爾專用馬，我兵必馬步兼用，而鍾琪立意用車，沙磧殊非所宜。至馬步兵弓箭、鳥槍之外，止携木梃，全无刀戟，官兵莫不竊議。穆壘又無牧地，鍾琪留馬二千餘，悉就牧烏蘭烏蘇、科舍圖兩地，敵人窺伺可虞。駐兵數萬人，糧運最要。地多叢山大嶺，車駝分運，必繞出沙磧。鍾琪聞寇至，輒令停運，以此遲緩。鍾琪張皇剛愎，號令不明。題奏奉到諭旨，臨時宣傳，莫測誠偽。」岳鍾琪遭革職。
- 回軍巴爾庫爾，分兵防洮賚、無克克嶺，防瘦集察罕、哈馬爾；巴爾庫爾北為鏡兒泉、噶順、烏卜圖克勒克諸地，東北為圖古里克、特爾庫勒，敵自沙磧來的全部通路都派兵把守。在其他要隘設卡倫，巡護牧馬廠，哈密、塔勒納沁皆增兵守備。
- 以查郎阿為大將軍，廣泗正红旗漢軍都統。十一年，廣泗將萬餘人分駐北山。
- 十二年，誘敵至烏爾圖河，令副都統班第達什、降調总兵張元佐、提督樊廷出擊，越噶順至鄂隆吉大坂，得勝，斬四百餘人，俘虜三十六人。翌年準噶爾乞和，班師。
- 再度苗亂，乾隆元年授廣泗經略，赴貴州。廣泗的疏劾等同阻撓軍機效力。兼領貴州巡撫；罷將軍元生，以提督聽廣泗號令。十二月，副將長壽出空稗，總兵王無黨出台營，廣泗督兵出清江地，刻期三道進剿，破上九股卦丁等寨，毁其巢，餘苗敗走。
- 乾隆元年正月，廣泗令諸軍合圍，獲其渠包利等，斬萬餘級，苗平。授广泗云贵总督，兼领巡抚，进三等阿达哈哈番世职。

奏定鎮遠、安順、大定、平遠諸營制，增貴州兵額約二千九百。
- 三年，請疏濬清水江、都江，增鑄銅錢。部議實行。
- 五年，湖廣城步横嶺等寨紅苗、粵瑤為亂。命廣泗赴勘。九月，授欽差大臣，楚、粤提鎮以下受節制。十一月，平定。
- 六年，貴州黎平黑苗、粤瑶亂，命廣泗還貴州勦治，俘殺苗酋石金元等。
- 七年奏：四川岳池縣人周仲點，入贅銅仁縣羅氏家，先因飯遲責罵，復因羅氏不眠、起釁，戳死羅氏，審實、依律應擬絞監候秋決。
- 八年奏：貴州苗民地棍趙阿十盜伐山林、害命案，依律擬絞監候秋決。
- 九年奏：畢節縣民小蠻兒因姦殺死小王生，審實、應依鬥毆故殺律擬斬監候秋後處決。
- 十一年，大金川亂，調川陝總督。廣泗至軍，小金川土司來降。八月，遣總兵宋宗璋、許應虎攻打勒烏圍，副將馬良柱攻噶拉依，副將張興、參將買國良支援。山勢險要、碉堡堅固，超過兩年無戰功。

### 末路
- 十三年，彈劾副將馬良柱自丹噶撤軍失炮械，拿送京師。大學士訥親為經略至軍中視查，並起用岳鍾琪赴前線，詔責廣泗師老氣怯、調度失機宜。廣泗奏報攻克戎布寨五十餘碉，上諭：「此亦小小攻克耳。佇待捷音，以慰西顧。」
- 訥親到軍中，督軍攻打碉樓，戰敗，總兵任舉戰死。又令官軍築碉「與賊共險」。乾隆以為非策，責備廣泗附和、推諉，嚴諭詰難。
- 訥親彈劾廣泗分10道進兵，兵力微弱，老師糜餉。
- 岳鍾琪彈劾廣泗玩兵養寇，信用良爾吉及漢奸王秋，泄漏軍事機密。
- 上責廣泗貽誤軍機，革職押送還京。十二月七日，乾隆帝於瀛台親審。廣泗極力喊冤、拒不認罪。軍機大臣與刑部會審，以失誤軍機律定讞。五日後斬立決，臨刑仍不停申辯。又過十日，訥親賜自盡。
- 乾隆上諭：「金川用兵，張廣泗、訥親前後貽誤。廣泗初至軍，妄為大言，既久無成效，則諉過於部將。及訥親往，乃復觀望推諉，見訥親種種失宜，無一語相告。見其必敗，訕笑非議，備極險忮。蓋恐此時奏聞，猶或譴責，不若坐視決裂為得計也。朕詳悉推勘，如見肺肝。訥親且在其術中而不覺矣。廣泗熟嫻軍旅，與訥親並為練達政事之大臣，乃自逞其私，罔恤國事。今朕明正其罪，以彰國憲。」

- 《清史稿》論曰：「廣泗傾鍾琪、劾照，知訥親不可撼，乃坐視其敗，以忮殺其身，雖有勞不能逭。吁，可畏哉！」

## 家庭
- 妾程氏：曾私自出京告貸[2]。

## 延伸阅读
[在维基数据编辑]
 《清史稿·卷297》，出自趙爾巽《清史稿》